# Hercules and Xena: The Battle for Mount Olympus
Hercules and Xena: The Battle for Mount Olympus (no Brasil, Hércules e Xena: A Batalha Pelo Monte Olimpo) é um filme animado de 1998 baseado nas séries de televisão Xena: Warrior Princess e Hercules: The Legendary Journeys.
As estrelas do filme, Lucy Lawless, Renee O'Connor, Kevin Sorbo e Michael Hurst também foram as estrelas da série.

## Resumo
Zeus leva a mãe de Hercules, Alcmena, para o Monte Olimpo, e esse, achando que ela foi sequestrada começa uma busca para salvá-la. Furiosa, a esposa de Zeus, Hera, decide que já é hora dela controlar o universo e rouba a Pedra de Cronos, a fonte do poder dele, e a usa para libertar quatro titãs de sua prisão.
Para evitar a destruição do Olimpo, Xena e Gabrielle decidem enfrentar os titãs e acabam ajudando Hercules a desvendar o sumiço de Alcmena

## Produção
| - Lucy Lawless - Xena - Renee O'Connor - Gabrielle - Kevin Sorbo - Hercules - Michael Hurst - Iolaus - Kevin Smith - Ares - Alexandra Tydings - Afrodite - Josephine Davison - Alcmena - Joy Watson - Hera - Peter Rowley - Zeus - David Mackie - Porphyrion - Alison Wall - Tétis/Mnemosine - Ted Raimi - Crius | - Lynne Naylor - Direção - John Loy - Escrita e roteiro - Sam Raimi - Produção - Robert Tapert - Produção - Joseph LoDuca - Trilha sonora |